# Хегглунд, Альвар
Альвар Хегглунд (швед. Alvar Hägglund, 7 августа 1913, Skellefteå parish, Вестерботтен — 23 июня 1996, Skellefteå parish, Вестерботтен) — шведский лыжник, призёр чемпионата мира.

## Карьера
На чемпионате мира 1937 года в Шамони был 4-м в эстафете. На чемпионате мира 1939 года в Закопане участвовал в двух гонках. В гонке на 50 км, показав время 2:57,43, он занял шестое место, уступив более 11 минут победителю норвежцу Ларсу Бергендалю. В эстафетной гонке вместе с Карлом Палином, Сельмом Стенваллём и Юном Вестбергом завоевал серебро, чуть более минуты уступив победившим финнам и почти 4 минуты выиграв у ставших третьими итальянцев.
Других значимых достижений на международном уровне не имеет, в Олимпийских играх никогда не участвовал.